# Club Baloncesto Ciudad de Huelva
El Club Baloncesto Ciudad de Huelva fue un equipo de baloncesto español, de la ciudad de Huelva, en Andalucía. Su fundación data de 1996 (aunque su germen, el CB Huelva 76 nació 20 años antes) y durante la mayor parte de su historia compitió en la Liga LEB (la segunda categoría del baloncesto español). Su mayor éxito se produjo en la temporada de su debut en la competición, al conquistar la Liga LEB en su primera edición, logrando el ascenso a la Liga ACB, en la que solo pudo estar un año. Su equipación constaba de camiseta y calzonas blancas como locales y camiseta y calzonas azul marino como visitante. Desapareció en el verano de 2008, al no poder inscribirse una nueva temporada en la Liga LEB por problemas financieros.
En el momento de su desaparición, era el mejor equipo de la historia de la Liga LEB, el que más playoffs de ascenso había disputado (7) y el tercero en que más ediciones participó (solo por detrás del  CB Melilla y CB Villa Los Barrios) con 11 temporadas. Asimismo, jugó la temporada 1997/98 en la Liga ACB.

## Historia

### Los orígenes del baloncesto de élite en Huelva
EL CB Ciudad de Huelva fue el heredero natural del Huelva 76, fundado en 1976 y que compitió en la Tercera División (cuarta categoría del baloncesto nacional). En 1984 dio paso al Caja Huelva, que logró ascender en la temporada de su debut (1984/85) con una plantilla compuesta netamente por jugadores onubenses.
El Caja Huelva logró la permanencia el primer año en la Segunda División Nacional (lo que hoy sería la LEB Plata) y, al año siguiente, se mudó del pabellón Las Américas al flamante Polideportivo Andrés Estrada y disputó el playoff por el ascenso a la Primera División "B" (actual LEB Oro) que consiguió un año después.

### El Caja Huelva en Primera División "B"
El estreno onubense en la segunda categoría nacional se produjo en la temporada 1988/89, ese año llegó el primer extranjero en la historia del club, el Ala-Pívot norteamericano Voise Winters; tras un primer año complicado, el Caja Huelva desciende de nuevo a Segunda División tras perder (3-2) en un ajustado playoff por la permanencia ante el Obradoiro.
La temporada 1989/90 comienza con la feliz noticia de que el Caja Huelva es repescado para jugar en Primera "B"; el equipo onubense realiza una gran campaña y con el puertorriqueño Jerome Mincy logra clasificarse por primera vez en su historia para el playoff de ascenso a la Liga ACB, pero cayó en el playoff ante un verdugo conocido, el Obradoiro.
En el siguiente ejercicio, el Caja Huelva vuelve a meterse en los playoffs por el ascenso a la máxima categoría, pero en esta ocasión fue el Andorra BC el que truncó el sueño del equipo onubense; ese año, el Andrés Estrada vio a uno de los mejores jugadores soviéticos de la historia, Vladimir Tkachenko, en las filas del CB Guadalajara, siendo la única temporada que el pívot jugó fuera de la URSS. Ese año fue el último del club con la denominación Caja Huelva.

### Los años del Monte Huelva
Para la temporada 1991/92, el club adopta una nueva denominación: Monte Huelva, que sería utilizado hasta la fundación del CB Ciudad de Huelva y que resultó muy popular entre los aficionados, tanto es así que muchos seguidores continuaron refiriéndose al club con ese nombre hasta su desaparición. Con jugadores como el onubense Miguel Ángel Vilchez o el estadounidense Tom Gneiting y el técnico Juan Llaneza, el Monte Huelva disputa sus terceros playoffs consecutivos buscando la Liga ACB, siendo eliminados por el Prohaci Mallorca.
En la 1992/93, el Monte Huelva de Manuel Fernández Rey, "Pirulo", cuadra la mejor temporada de su historia y llega a la última fase del playoff de ascenso, quedándose a las puertas de la Liga ACB frente al CB Cornellá.
En la campaña 1993/94, el Monte Huelva le confía el banquillo al recién retirado Quino Salvo con Sergio Valdeolmillos como su segundo; el técnico vigués guía al equipo a sus quintos playoffs de ascenso consecutivos, siendo eliminados por el Sant Josep de Badalona. En lo extradeportivo, comenzaron los problemas económicos para la entidad y los retrasos en los pagos a los jugadores, que estuvieron a punto de encerrarse como medida de protesta para exigir su nómina. Esa fue la última temporada de la Primera División "B".
La Federación Española de Baloncesto reestructuró el básquet nacional y creó la Liga EBA, que pasaría a ser la segunda categoría (hoy en día es la cuarta), cuya primera edición sería la Liga EBA 1994/95. El Monte Huelva debutó en esta competición de la mano de Sergio Valdeolmillos, que afrontaba su primera experiencia como primer entrenador. Tras una campaña irregular, el Monte Huelva venció en los playoffs por la permanencia al Caja San Fernando, eludiendo así el descenso de categoría.
La temporada 1995/96 fue la última del club como Monte Huelva, con la llegada del carismático Ray Smith y una masa social cada vez más importante, el cuadro onubense completa una buena temporada y se clasifica para disputar la fase de ascenso en Lugo sin premio.

### El éxito del debut del CB Huelva
En el verano de 1996, era un secreto a voces que el Monte Huelva no disputaría la siguiente temporada; pero su relevo lo recogió el CB Huelva, SAD, heredero natural de aquel Huelva 76 que vio la luz en 1976, siendo la primera Sociedad anónima deportiva de la provincia de Huelva. El estreno del nuevo club se produciría en una categoría que también iba a ver la luz ese año, la Liga LEB. El CB Huelva realizó una gran fase regular y se clasificó para disputar la  Copa Príncipe de Asturias en Torrelavega, aunque cayó en semifinales ante el Gijón Baloncesto. Finalizó la temporada en cuarta posición y se clasificó para los playoffs de ascenso a la Liga ACB; en cuartos de final se enfrentó al Viajes Aliguer de Pineda de Mar, al que superó por un contundente 3-0; en semifinales, el CB Huelva se enfrentaría al Andorra BC, que venía de dar la sorpresa al vencer (3-2) al campeón de la liga regular, el Gijón Baloncesto. Onubenses y andorranos se jugarían un puesto para la siguiente temporada en la Liga ACB, los dos equipos ganaron los dos enfrentamientos en sus canchas y todo se decidiría en el quinto partido de la serie, un Andrés Estrada abarrotado llevó en volandas a su equipo que ganó 76-73 el fatídico partido. El CB Ciudad de Huelva ascendió, de esta manera, a la Liga ACB, pero aún debía disputar la final ante el Alerta Cantabria Lobos, con el que perdió sus dos enfrentamientos en la liga regular. El conjunto de Huelva superó el cántabro por 2-1 y tuvo el honor de convertirse en el primer campeón de la Liga LEB.

### El Ciudad de Huelva en laACB
El CB Ciudad de Huelva estrenó denominación en la temporada 97/98. El equipo de Sergio Valdeolmillos debuta en la Liga ACB en el Palacio de los Deportes Paco Paz ante el Ourense Xacobeo 99, perdiendo por un ajustado 87-84. Granger Hall debutó con la camiseta onubense en este partido y sumó un doble-doble con 25 puntos, 12 rebotes y 38 de valoración. Cabe destacar que el norteamericano es, aún hoy día, el máximo reboteador y el cuarto máximo anotador de la historia de la ACB, promediando la salvaje cifra de 10 rebotes por partido. El debut como local tuvo lugar en la segunda jornada ante el Pamesa Valencia en el Palacio de Deportes de Sevilla, cancha del Caja San Fernando ya que el Polideportivo Andrés Estrada no cumplía con las condiciones para acoger partidos de la ACB; el Ciudad de Huelva volvió a caer por un igualado 67-71. Tras una nueva derrota ante el Cáceres Club Baloncesto (99-93) en tierras extremeñas, el Ciudad de Huelva consiguió, al fin, la victoria en Sevilla ante el León Caja España por 75-68 con un espectacular Marques Bragg (26 puntos y 15 rebotes para una valoración de 45) y con más de 1000 onubenses en las gradas sevillanas acompañando al equipo en su último partido en el destierro. Tras una dura derrota ante Unicaja (90-62), el equipo de Huelva se preparaba para debutar en un reformado Polideportivo Andrés Estrada en la sexta jornada ante el Fórum Valladolid, pero los 4000 aficionados que, por primera vez en la historia, veían Liga ACB en Huelva no pudieron disfrutar de una victoria de su equipo, que perdió (81-88). La dinámica negativa del CB Ciudad de Huelva se prolongó hasta el mes de noviembre, con 11 derrotas en 12 partidos.
En la 13.ª jornada, el Ciudad de Huelva se impuso en el Nou Congost al TDK Manresa (que a la postre sería el campeón de aquella temporada) por 80-81, siendo uno de los poquísimos partidos que el equipo catalán perdió en su cancha aquel año. Sin embargo, el CB Ciudad de Huelva perdió los 4 siguientes partidos, finalizando la primera vuelta en la última posición con el paupérrimo bagaje de 2 victorias y 15 derrotas, lo que propició la destitución del técnico Sergio Valdeolmillos, pasando José María Oleart a encabezar el banquillo onubense.
La segunda vuelta comenzó con la primera victoria del Ciudad de Huelva en el Andrés Estrada ante el Ourense Xacobeo 99 (85-76) y, en la siguiente jornada, sorprendió al Pamesa Valencia (74-75), logrando dos victorias consecutivas. El Ciudad de Huelva había conseguido en un par de semanas lo mismo que en toda la primera vuelta, pero todos los sectores del club sabían que era prácticamente inevitable disputar el playoff por la permanencia; aun así, el equipo onubense logró su quinta victoria en la 24.ª jornada ante el Caja San Fernando (85-84), logrando salir de la última posición en la que estaba instalado desde hace meses; en la siguiente jornada, una nueva victoria en la pista del Caja Cantabria (80-81) le dejó a un partido de tener el factor cancha a favor en los playoffs, pero volvió a encadenar varias derrotas consecutivas que le situaron a 4 jornadas del final en la última posición y a dos partidos del Ourense, penúltimo. En la 31.ª jornada, el Ciudad de Huelva dio la sorpresa al vencer (95-92) al Joventut de Badalona y el siguiente partido lo volvió a ganar en la pista del CB Granada (68-69). Para asegurarse la 17.ª posición en liga regular y, como mal menor, un cruce en teoría más favorable en los playoffs, el equipo onubense debía vencer en el Palacio de Deportes de la Comunidad de Madrid al Real Madrid; el Ciudad de Huelva completó el mejor partido de la temporada y apabulló al Real Madrid (67-83).
El Ciudad de Huelva finalizó la liga regular penúltimo (17.ª posición), debiéndose enfrentar al CB Granada al mejor de 5 partidos con el factor cancha en contra. Como ya hicieron en liga, los de José María Oleart, ganaron en la pista granadina (64-71) con un Davin Davis (28 puntos y 15 rebotes para 40 de valoración) de otra galaxia. El equipo onubense recuperaba el factor cancha y, aunque perdió el segundo partido fuera (84-78), tendría la posibilidad de lograr la salvación en el Andrés Estrada. El tercer partido de la serie, se quedó en Huelva (84-82) y el Ciudad se ponía 2-1 con un partido más en casa; pero el CB Granada se impuso en el cuarto partido de un abarrotado Andrés Estrada (58-69) y todo se decidiría en su cancha; allí, en el partido decisivo, el Ciudad de Huelva fue mejor (se impuso en valoración 92-78) y mereció la victoria, pero acabó cayendo 83-81, poniéndose fin al sueño onubense en la Liga ACB.
Para el recuerdo, queda que el CB Ciudad de Huelva tuvo el honor de ser aquella temporada el único equipo capaz de vencer en la pista del campeón (TDK Manresa). Curiosamente, al Ciudad de Huelva se le dio mejor jugar fuera que en casa (5 victorias a domicilio y 4 como local) y también tuvo grandes actuaciones contra los equipos grandes, además de los triunfos comentados ante los finalistas, el Ciudad de Huelva venció en otra difícil cancha, la Fuente de San Luís del Pamesa Valencia (que disputó playoffs por el título) y en casa al potente Joventut de Badalona. Además, también rozó la victoria en el Palau Blaugrana del Barcelona, pero acabó cayendo (85-81). El Andrés Estrada se llenó en todos los partidos (aun cuando la marcha del equipo dejaba que desear) y registró aforos mayores que los que tuvo esa temporada el equipo deportivo más importante de la Provincia de Huelva, el Recreativo de Huelva de fútbol.

### Vuelta a laLiga LEB
Tras descender de categoría, el CB Ciudad de Huelva perdió a sus mejores jugadores y tuvo la difícil tarea de re-adaptarse a la Liga LEB. La temporada 1998/99 fue de transición; el equipo onubense acabó el curso con 12 victorias y 14 derrotas, lo que le valió para quedar noveno clasificado, perdiendo la primera ronda de los playoffs de ascenso ante el Menorca Bàsquet. Ésta fue la última temporada que el Ciudad de Huelva tuvo como campo el Andrés Estrada, su último partido en su histórico pabellón lo disputó precisamente ante el Menorca Bàsquet y acabó con victoria onubense (55-53).
La temporada 1999/00 tuvo como anécdota la mudanza del club al flamante Palacio de Deportes de Huelva. Tras el ascenso del Ciudad de Huelva a la Liga ACB, se le impidió al equipo disputar sus primeros partidos en el Polideportivo Andrés Estrada al no cumplir con las condiciones mínimas para jugar en la máxima categoría. Pese a reformar el pabellón para satisfacer las peticiones de la ACB, era una realidad que Huelva necesitaba un complejo deportivo nuevo. El Palacio de los Deportes no tuvo, en lo deportivo, una gran primera temporada, ya que el Ciudad de Huelva sumó 9 victorias y 21 derrotas acabando 14º clasificado y sin optar a los playoffs.
Las dos siguientes temporadas, 2000/01 y 2001/02, el CB Ciudad de Huelva se consolidó en la Liga LEB y, en ambas campañas, clonó sus registros; 16 victorias y 14 derrotas para caer en los cuartos de los playoffs ante Minorisa Manresa y Lucentum de Alicante (ambos por 3-1).
El ejercicio 2002/03 fue el peor del Ciudad de Huelva en la LEB, el equipo acabó penúltimo (15º) con 11 victorias y 19 derrotas, debiendo disputar el playoff por la permanencia ante el CAI Zaragoza; el equipo onubense completó su mala temporada perdiendo la serie por 3-2 y descendiendo a LEB-2.
Factores como la renuncia del Universidad Complutense madrileño para disputar la Liga LEB 2003/04 y la ampliación a 18 equipos, le sirvieron al CB Ciudad de Huelva para ser repescado y obtener una plaza para seguir compitiendo por sexto año consecutivo en la categoría. El equipo onubense consiguió clasificarse, in extremis para los playoffs de ascenso como octavo clasificado (17 victorias y 17 derrotas); su rival en cuartos de final fue el Bilbao Basket, el conjunto vasco acabó ganando la Liga LEB de esa temporada, y tuvo un camino plácido salvo por la serie ante el CB Ciudad de Huelva, en la que los onubenses vendieron muy cara su piel (3-2).

### Rozando de nuevo la gesta
El curso 2004/05 empezaba con serias dudas; un CB Ciudad de Huelva joven y muy reformado le confiaba el banquillo a Joaquim Costa, que hasta entonces había sido segundo de Aíto García Reneses en el Barcelona pero que no tenía experiencia como primer entrenador. Las inquietudes sobre el rendimiento del equipo aumentaron tras la mala pretemporada que completó, en la que perdió todos sus partidos (incluso ante rivales de inferior categoría) y uno tuvo ninguna opción en la Copa de Andalucía. Sin embargo, el CB Ciudad de Huelva sorprendió a propios y extraños realizando un gran campeonato, manteniendo una gran regularidad durante la primera vuelta (en la que solo perdió 4 partidos de 17) y se clasificó, por segunda vez en su historia, para la  Copa Príncipe de Asturias en Huesca, cayendo en semifinales ante el Baloncesto Fuenlabrada por 75-68 en un pésimo último cuarto. El equipo onubense completó una segunda vuelta más discreta que la primera (9 victorias y 8 derrotas), pero lo suficiente como para quedar cuarto y tener el factor cancha a favor en los cuartos de final de los playoffs. El primer rival sería el Polaris World Murcia, el equipo murciano ganó el primer partido de la serie en el Palacio de Deportes de Huelva (68-75), el Ciudad de Huelva perdió el factor cancha, aunque ganó el segundo partido (83-64) y la eliminatoria se marchó al Palacio de Deportes de Murcia, allí el Ciudad de Huelva liquidó la serie ganando los dos partidos (68-75 y 93-99). El rival definitivo para luchar por una plaza para la Liga ACB sería el Baloncesto Fuenlabrada; el potente equipo madrileño ganó en casa el primer partido (79-70), pero el Ciudad de Huelva conquistaría el Polideportivo Fernando Martín en el segundo choque (81-85); la eliminatoria se fue a Huelva empatada a uno. El tercer partido de la serie lo ganó el Ciudad de Huelva (71-61), que se ponía a un partido de volver a la Liga ACB; el cuarto encuentro supuso un récord en el Palacio de Deportes de Huelva que, por primera vez en su historia, registraba un lleno absoluto (más de 5.000 espectadores), el Baloncesto Fuenlabrada se agarró a la eliminatoria venciendo (85-91) en un ajustadísimo partido. En el quinto y definitivo partido de la serie, el Ciudad de Huelva no tuvo ninguna opción y se quedó con la miel en los labios, logrando el equipo madrileño el ansiado ascenso a la ACB.
La temporada 2005/06 fue extraña para el CB Ciudad de Huelva; el equipo comenzó la temporada con buenas sensaciones y tuvo opciones de clasificarse para la  Copa Príncipe de Asturias (a 2 jornadas del final de la primera vuelta, marchaba cuarto a solo dos victorias del líder); aunque finalmente no lo logró, acabó la mitad de curso con más victorias que derrotas (9-8) y con la idea de meterse de nuevo en los playoffs por el ascenso. Sin embargo, el CB Ciudad de Huelva completó una desastrosa segunda vuelta, en la que solo sumó 4 victorias por 13 derrotas, lo que le condenó a luchar por la permanencia en una seria contra el Aguas de Calpe; el equipo onubense pudo salvar la categoría al vencer en la eliminatoria por un contundente 3-0.
Tampoco comenzó mal el curso 2006/07, el Ciudad de Huelva se mantuvo durante la primera vuelta en las 6 primeras posiciones, coqueteando incluso con la  Copa Príncipe de Asturias. No obstante, la experiencia del año anterior evitó cualquier tipo de relajación en los hombres de Pepe Rodríguez y, finalmente, el equipo onubense acabó octavo clasificado (18 victorias y 16 derrotas), clasificándose para los playoffs de ascenso a la Liga ACB por tercera vez en 4 años. La empresa era complicada, pues el rival era el Alerta Cantabria Lobos, que conquistó la liga regular con brillantez (23 victorias y 11 derrotas); el equipo cántabro logró el primer punto de la serie en casa (74-67), pero el Ciudad de Huelva dio la sorpresa y ganó el segundo enfrentamiento (69-78). Con la eliminatoria empatada a uno, el equipo onubense tenía la oportunidad de eliminar al campeón de la liga regular en el Palacio de Deportes de Huelva, y lo consiguió al ganar el tercer (80-76) y cuarto (76-74) choque. El rival para luchar por una plaza para la Liga ACB fue Ricoh Manresa, que se deshizo del CB Villa Los Barrios por un sorprendente 0-3; el CB Ciudad de Huelva afrontaba la serie con la ilusión que suponía haber eliminado al principal favorito, pero lo cierto el que el equipo catalán no dio ninguna opción en sus dos primeros partidos como local y remató la serie en Huelva en un contundente 3-0.

### Último año y desaparición
La undécima temporada (y décima consecutiva) del CB Ciudad de Huelva en la recién redenominada Liga LEB Oro fue en la temporada 2007/08; el equipo onubense comenzó la campaña de forma brillante, quedándose a un partido de disputar la  Copa Príncipe de Asturias al finalizar la primera vuelta con 10 triunfos y 7 derrotas. No obstante, el equipo se vio obligado a dar la carta de libertad a numerosos jugadores por la imposibilidad de hacer frente a sus nóminas por los graves problemas económicos que sufría la entidad. El Ciudad de Huelva acabó la temporada en una digna duodécima posición, lejos de los puestos de descenso, pese a presentarse en las últimas jornadas con solo 6 jugadores (varios de ellos juveniles). El verano de 2008 fue sumamente difícil para el club y, pese a las manifestaciones y a la búsqueda de apoyo por parte de los aficionados, el club escribió la página más negra de su historia el 4 de julio de 2008, año en el que desapareció el único club onubense que ha disputado la Liga ACB.
Tras la desaparición del CB Ciudad de Huelva, nació el CD Huelva Baloncesto, que se fundó con la idea de ocupar el vacío dejado por el Ciudad, aunque se tratan de dos clubes completamente desligados.

### Denominaciones
Como suele ser habitual en los clubes de baloncesto españoles, el CB Ciudad de Huelva ha modificado su nombre en varias ocasiones, atendiendo a sus principales patrocinadores; el club onubense ha tenido las siguientes denominaciones:
- Como Huelva 76 (1976-1996):
- 1976-1984: Huelva 76
- 1984-1991: Caja Huelva
- 1991-1996: El Monte Huelva

- Como CB Huelva, SAD (1996-2008):
- 1996-1997: CB Huelva
- 1997-2008: CB Ciudad de Huelva

### Año a año
| Temporada | Categoría | División | Puesto | Postemporada         | Copa              | LR    | PL  | Copa | Tot   |
| --------- | --------- | -------- | ------ | -------------------- | ----------------- | ----- | --- | ---- | ----- |
| 1996–97   | 2         | LEB      | 1      | Ascendido            | Copa Príncipe 1/2 | 16–10 | 8–3 | 0–1  | 24–14 |
| 1997–98   | 1         | Liga ACB | 17     | Descendido           | –                 | 9–25  | 2–3 | –    | 11–28 |
| 1998–99   | 2         | LEB      | 9      | 1/8                  | –                 | 12–14 | 0–3 | –    | 12–17 |
| 1999–00   | 2         | LEB      | 14     | –                    | –                 | 9–21  | –   | –    | 9–21  |
| 2000–01   | 2         | LEB      | 7      | 1/4                  | –                 | 16–14 | 1–3 | –    | 17–17 |
| 2001–02   | 2         | LEB      | 6      | 1/4                  | –                 | 16–14 | 2–3 | –    | 18–17 |
| 2002–03   | 2         | LEB      | 15     | Descendido           | –                 | 11–19 | 2–3 | –    | 13–22 |
| 2003–04   | 2         | LEB      | 8      | 1/4                  | –                 | 17–17 | 2–3 | –    | 19–20 |
| 2004–05   | 2         | LEB      | 4      | 1/2                  | Copa Príncipe 1/2 | 22–12 | 5–4 | 0–1  | 27–17 |
| 2005–06   | 2         | LEB      | 16     | Playoffs de descenso | –                 | 13–21 | 3–0 | –    | 16–21 |
| 2006–07   | 2         | LEB      | 4      | 1/2                  | –                 | 18–16 | 3–4 | –    | 21–20 |
| 2007–08   | 2         | LEB Oro  | 12     | –                    | –                 | 14–20 | –   | –    | 14–20 |

## Pabellones

### Polideportivo Municipal Andrés Estrada

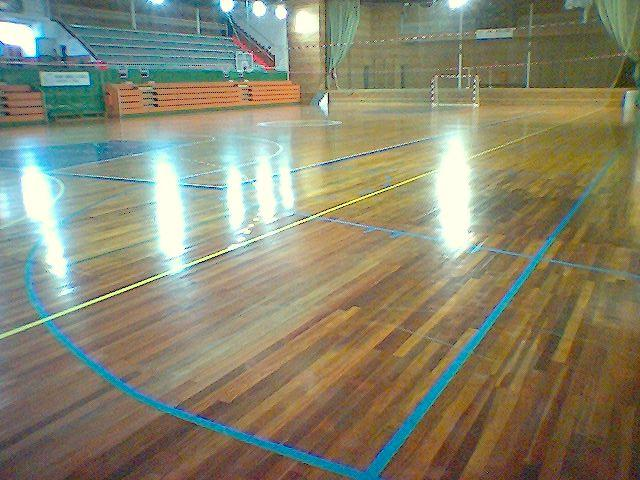
La pista que vio al CB Ciudad de Huelva en la ACB

El CB Ciudad de Huelva disputó sus partidos como local desde su fundación hasta el final de la Liga LEB 1998-99  en el Polideportivo Municipal Andrés Estrada, situado en la Avenida Pío XII; la capacidad máxima del recinto (dispone de gradas móviles) era de 3.500 espectadores, pero con la remodelación tras el ascenso del club a la Liga ACB, alcanzó un aforo de 5.000. El Andrés Estrada también fue la casa del Caja Huelva (desde 1988, antes jugaba en el polideportivo Las Américas) y del Monte Huelva. Tiene el honor de ser la única pista en la Provincia de Huelva que ha visto baloncesto ACB
La mudanza del CB Ciudad de Huelva no supuso la orfandad de buen baloncesto en el Polideportivo Andrés Estrada, ya que el mismo año que se marchó el Ciudad al Palacio de Deportes se fundó el CB Conquero, equipo onubense de baloncesto femenino que, desde su nacimiento, juega como local en el Andrés Estrada. Actualmente, el Toyota Recreativo Conquero se encuentra en la Liga Femenina, la máxima categoría nacional; convirtiendo al Andrés Estrada en una de las poquísimas canchas españolas que ha visto baloncesto de élite masculino y femenino.

### Palacio de Deportes de Huelva
El Palacio de Deportes de Huelva fue el estadio del CB Ciudad de Huelva desde la temporada 1999-00. El nuevo recinto, con capacidad para 5.500 espectadores, costó al Ayuntamiento de Huelva 6,7 millones de euros, y disponía de todas las comodidades que un club que aspiraba a la Liga ACB podía necesitar. Durante varias temporadas fue el pabellón con más capacidad de la Liga LEB. El Palacio es, aún hoy día, el recinto deportivo cubierto más importante y con más aforo de Huelva y provincia.
Actualmente, es el CD Huelva Baloncesto el que disputa sus partidos como local en el Palacio de Deportes de Huelva, siendo ahora la esperanza de la afición onubense al básquet para volver a ver a Huelva en la élite del baloncesto.

## Ilustres del CB Ciudad de Huelva

### Jugadores
Muchos buenos jugadores han vestido la camiseta del CB Ciudad de Huelva; si formasen un equipo con algunos de los mejores jugadores en sus mejores años que tuvo la entidad, obtendrían un equipo de lo más competitivo en la Liga ACB. Los siguientes (por orden alfabético), son un ejemplo:

#### Bases
- Salva Camps
- Mike Hansen
- Matías Ibarra
- Sergio Sánzhez
- Laurent Sciarra
- Pablo Martínez
- Iker Urreizti
- Carlos Pajón Permuy
- Miguel Ángel Vilchez

#### Escoltas
- - Adrián Boccia
- Joffre Lleal
- Isaac López
- José María Panadero
- - Ross Schraeder
- Fede Van Lacke
- Luis Barroso

#### Aleros
- César Bravo
- Alberto Corbacho
- Jon Cortaberría
- Valery Daineko
- - Souley Drame
- Jimmy Oliver
- Daniel Pérez
- Nacho Yáñez

#### Ala-Pívots
- - Devin Davis
- Jerome Mincy
- Óscar Rodríguez Bonache
- John William

#### Pívots
- Granger Hall
- Oriol Junyent
- Antonio Morón
- Antonio Reynolds-Dean
- Alex Rodríguez
- Iñaki Zubizarreta

### Entrenadores
Algunos de los más conocidos entrenadores que tuvo el CB Ciudad de Huelva fueron los siguientes:
- Andreu Casadevall
- Joaquim Costa
- José María Oleart
- Paco Olmos
- Pepe Rodríguez
- Quino Salvo
- Sergio Valdeolmillos

## Palmarés

### Torneos nacionales
- Liga LEB (1): 1996-97.